# Tantalite
Le terme tantalite est un nom générique désuet qui recouvre deux espèces minérales agréées par l’IMA, la tantalite-(Fe) (niobite) et la tantalite-(Mn) qui forment une série entre elles. Leur formule générale est (Fe,Mn)(Ta,Nb)2O6. Elles font partie d'un  sous-groupe d'oxydes orthorhombiques : les columbotantalites.

## Gîtologie
La tantalite se trouve essentiellement dans les granitiques pegmatiques. 

### Minéraux associés
- Albite, béryl, cassitérite, fer, ferrotantalite, lépidolite,  manganèse, manganotantalite, mica, microcline, niobium, quartz, spodumène, titane, tourmaline.

## Cristallochimie
Sa structure réticulaire est semblable à celle du rutile : fer, manganèse et tantale vont se trouver au centre d'un système d'octaèdres ayant aux sommets six atomes d'oxygène. Ces octaèdres sont liés eux par leurs arêtes formant ainsi des chaînes allongées qui vont s'entrecroiser en s'unissant par les sommets.

## Utilisations
La tantalite est présente dans la joaillerie et dns les collections minéralogiques. Mais son principal usage industriel est dans la composition d'aciers spéciaux :
- alliages à haut point de fusion
- aciers inoxydables
- supraconducteurs électromagnétiques

En association avec la ferrocolumbite, pour former le coltan : utilisation pour la fabrication de composants électroniques, notamment condensateurs et filtres à onde de surface, utilisés en particulier dans les téléphones portables.

## Gisements remarquables
- Australie (la plus grande production)
- Brésil (la plus grande réserve connue)
- Finlande (lieu de découverte)
- Mozambique
- USA